# Edvaldo Valério
Edvaldo Valério da Silva Filho (* 20. April 1978 in Salvador) ist ein ehemaliger brasilianischer Schwimmer. Er gewann eine olympische Bronzemedaille. Bei Panamerikanischen Spielen erschwamm er einmal Gold.

## Sportliche Karriere
1998 bei den Weltmeisterschaften in Perth belegte die brasilianische 4-mal-100-Meter-FReistilstaffel den sechsten Platz. Sie schwamm in der Besetzung Fernando Scherer, Edvaldo Valério, André Cordeiro und Gustavo Borges. 1999 bei den Panamerikanischen Spielen in Winnipeg gewann die brasilianische 4-mal-100-Meter-Lagenstaffel in der Besetzung Alexandre Massura, Marcelo Tomazini, Fernando Scherer und Gustavo Borges. Edvaldo Valério schwamm im Vorlauf und erhielt ebenfalls eine Medaille.
Im März 2000 bei den Kurzbahnweltmeisterschaften in Athen belegte die brasilianische 4-mal-200-Meter-Freistilstaffel den achten Platz. Bei den Olympischen Spielen 2000 in Sydney siegte die australische 4-mal-100-Meter-Freistilstaffel mit 0,19 Sekunden Vorsprung vor dem Quartett aus den Vereinigten Staaten. Dreieinhalb Sekunden dahinter erschwammen Fernando Scherer, Gustavo Borges, Carlos Jayme und Edvaldo Valério die Bronzemedaille 0,37 Sekunden vor den viertplatzierten Deutschen. Mit der 4-mal-200-Meter-Freistilstaffel schied Valério im Vorlauf aus, wobei er als einziger in beiden Staffeln dabei war. 2001 bei den Weltmeisterschaften in Fukuoka wurde die brasilianische 4-mal-100-Meter Freistilstaffel im Finale disqualifiziert. Über 100 Meter Freistil schied Valério im Halbfinale als 15. aus.